# Aleksander Budlewski
Aleksander Budlewski (ur. 5 czerwca 1876, zm. 2 kwietnia 1950) – inżynier budowy okrętów, jeden z głównych projektantów budowli hydrotechnicznych w porcie w Gdyni, najbliższy współpracownik inż. Tadeusza Wendy.

## Życiorys
W latach 1896–1908 pracował przy budowie rosyjskiej kolei, a następnie poszukiwał ropy naftowej na obrzeżach Morza Kaspijskiego. Na zlecenie firmy Bratia Staciewy zaprojektował tam 20-kilometrowe żelbetonowe molo. W latach 1910–1919 budował port morski w Tuapse nad Morzem Czarnym i rzeczno-morski na Dnieprze w Chersoniu.
Do Polski wrócił w roku 1920, ale przez długi czas nie mógł znaleźć pracy w swym zawodzie. Dopiero w roku 1924 przyjechał do Gdyni i od początku włączył się w budowę portu. Przez trzynaście lat kierował Referatem Budowli Morskich, a potem – do wojny – Oddziałem Hydrotechniczno-Drogowym Wydziału III Urzędu Morskiego.
Wysiedlony z Gdyni przez Niemców okres okupacji przeżył w Generalnym Gubernatorstwie. Po zakończeniu wojny natychmiast wrócił na Wybrzeże i przystąpił do prac nad odbudową portu. Zmarł w wieku 74 lat w Gdyni. Został pochowany na cmentarzu Witomińskim (kwatera 61-23-11).

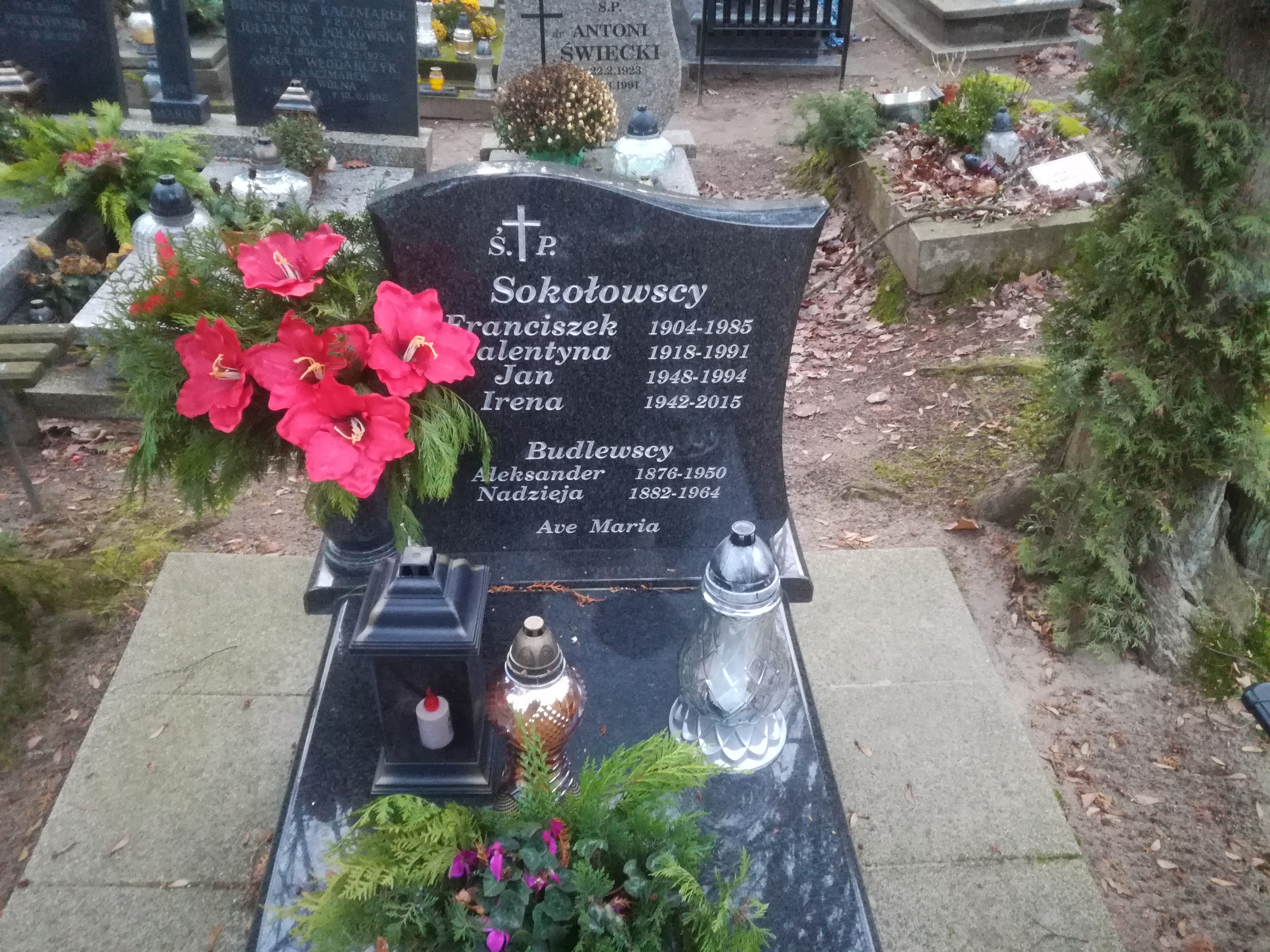
Grób Aleksandra Budlewskiego na cmentarzu Witomińskim